# Aeropuerto de Førde-Bringeland
El Aeropuerto de Førde-Bringeland (en noruego: Førde lufthamn, Bringeland) (IATA: FDE, OACI: ENBL) es un aeropuerto regional situado en Bringelandsåsen en el municipio de Gaular, a unos 16 km al sur de la ciudad de Førde, en la provincia de Sogn og Fjordane, Noruega. Lo opera la empresa estatal Avinor.

## Aerolíneas y destinos
| Aerolíneas | Destinos                              |
| ---------- | ------------------------------------- |
| Widerøe    | Bergen, Oslo-Gardermoen, Sandane-Anda |

- Datos: Q2673196
- Multimedia: Førde Airport, Bringeland / Q2673196